# Hohes Haus (Bad Hönningen)

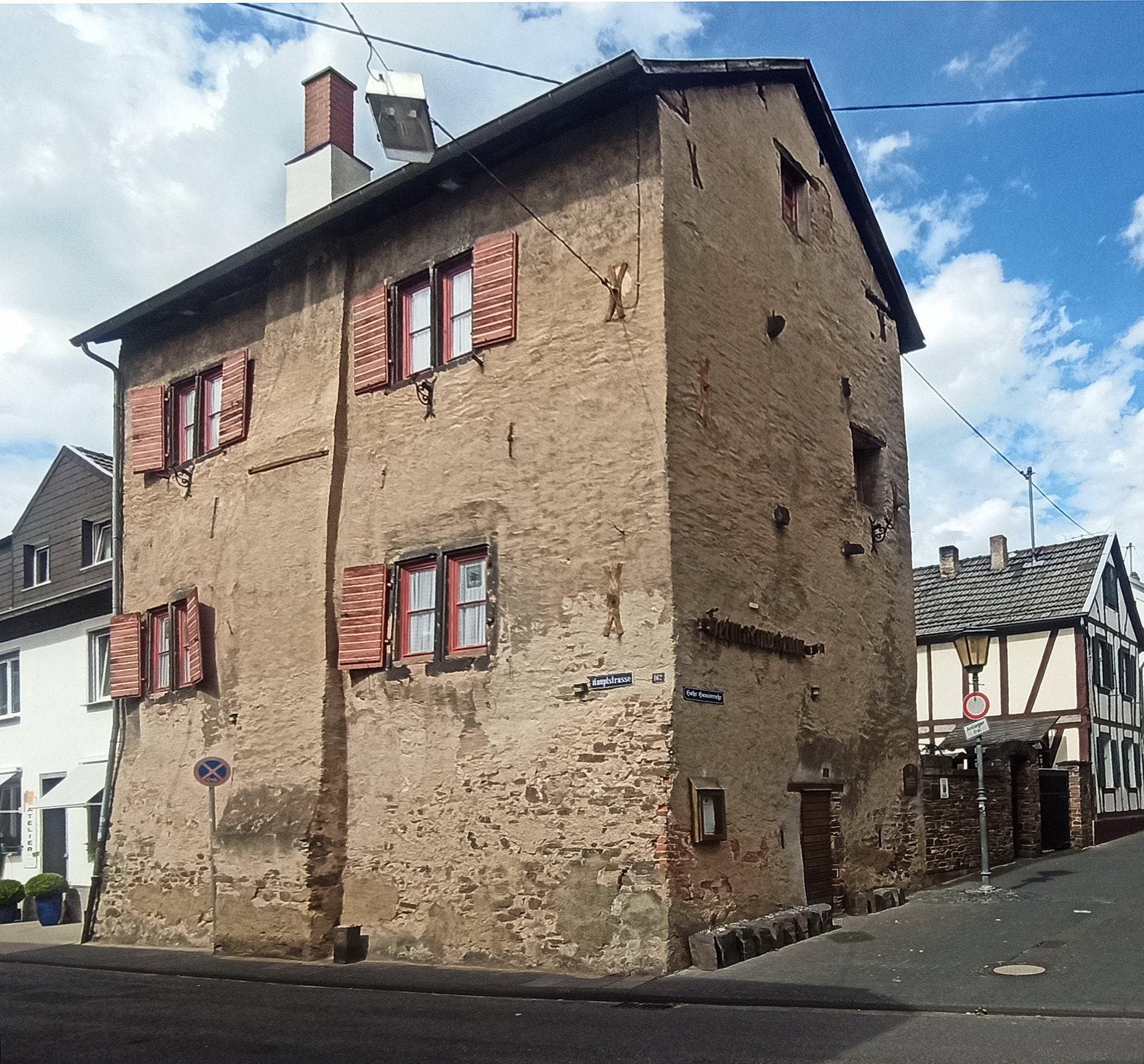
Bad Hönningen, Hohes Haus

Das Hohe Haus in der Stadt Bad Hönningen im Landkreis Neuwied gehört zu den bedeutendsten mittelalterlichen Wohnbauten in Rheinland-Pfalz.

## Geschichte und Ausstattung

### Ursprünglicher Bau des 15. Jahrhunderts
Das Gebäude ist ein zweigeschossiger Wohnturm, welcher in Bruch- und Tuffstein über einem 1438 entstandenen Gewölbekeller errichtet wurde. Der Keller gehört zu einem Bau, den Erzbischof Raban von Trier oder – mit dessen Zustimmung – Ritter Friedrich von dem Steyne bei Nassau errichtete. Ihm wurden das Lehen und die Amtmannschaft über die Herrschaft Arenfels in der Zeit von 1412 bis 1451 verpfändet.

### Umbauten vom 17. bis zum 19. Jahrhundert
Zwischen 1616 und 1618 wurde unter Graf Ernst von Isenburg der fortifikatorische Charakter des spätgotischen Wohnturms zugunsten eines höheren Wohn- und Repräsentationswertes aufgegeben. Es erfolgten umfangreiche bauliche Veränderungen. Die Geschosse wurden in jeweils drei Räume unterteilt. Der Kellerraum erhielt ein Tonnengewölbe aus Tuffstein. Die Türen und Fenster bekamen neue Basaltlava-Gewände. Im Innern wurden eine Wendeltreppe und Fachwerkwände errichtet. Die Achse der Wendeltreppe wurde korkenzieherartig aus einem Eichenstamm geschlagen.

#### Kölner Decke
Die Kölner Decke stammt ebenfalls aus dieser Umbauphase. Sie befindet sich im Nordraum des Erdgeschosses, einem zweigeschossigen Anbau aus Bruchstein, der mit Fachwerk ergänzt und um 1785 errichtet wurde. Charakteristisch für die Kölner Decke ist die von unten sichtbare Darstellung der Deckenfelder. Lehmwickel und Holzbalken wurden zunächst mit Lehm verputzt und anschließend mit einem Kalkstuck versehen. Im Jahre 2000 hat die Deutsche Stiftung Denkmalschutz die Restaurierung der Kölner Decke unterstützt. Sie zeigt fünf Farbfassungen, deren dritte in Absprache mit dem Landesdenkmalamt freigelegt wurde.

#### Bedachung
Bis in die 1840er Jahre hatte das Hohe Haus ein Krüppelwalmdach. Jedoch ist das heutige Satteldach in einem Foto von 1872 schon erkennbar.

### Nutzung im 20. Jahrhundert
Der 1994 gegründete Heimatverein von Bad Hönningen erwarb im Jahre 1996 das Hohe Haus und beantragte die Unterschutzstellung nach dem Denkmalschutzgesetz. Am 27./28. Mai 2000 wurde das Heimatmuseum im Hohen Haus eröffnet.

## Denkmalschutz
Das Hohe Haus ist in der Liste der Kulturdenkmäler in Bad Hönningen eingetragen und als eingetragenes Kulturdenkmal im Sinne des Denkmalschutzgesetzes des Landes Rheinland-Pfalz (DSchG) unter besonderen Schutz gestellt.